# Горецький Максим Іванович
Максим Іванович Горецький (18 (6) лютого 1893, Мала Богочківка, Могильовська губернія — 10 лютого 1938, Вязьма) — білоруський письменник, діяч білоруського національно-демократичного руху, лексикограф, фольклорист. 
Один із засновників білоруської національної мистецької прози. Зробив великий внесок у розвиток білоруської культури та формування національної свідомості. Жертва сталінських репресій. Брат Гаврила Гарецького.
Автор оповідання «Дві душі», документально-мистецьких записок «На імперіалістичній війні», романів «Віленські комунари» та «Камаровська хроніка». Написав першу «Історію білоруської літератури», автор літературно-критичної праці «Молодняк за п'ять років. 1923—1928», «Хрестоматії білоруської літератури. XI ст. — 1905 р.», «Російсько-білоруського словника» (з Г. Горецьким), «Білорусько-російського словничка», «Практичного московсько-білоруського словника» (з Миколою Байковим).
Користувався літературними псевдонімами Максім Беларус, М. Б. Беларус, М. Г., А. Мсціслаўскі, Дзед Кузьма, Мацей Мышка, Мізэрыус Монус та іншими; у своїх творах також виступав як Кузьма Батура та Лявон Задума.

## Життя та творчість
Народився у селянській родині 6 (18) лютого 1893 року.

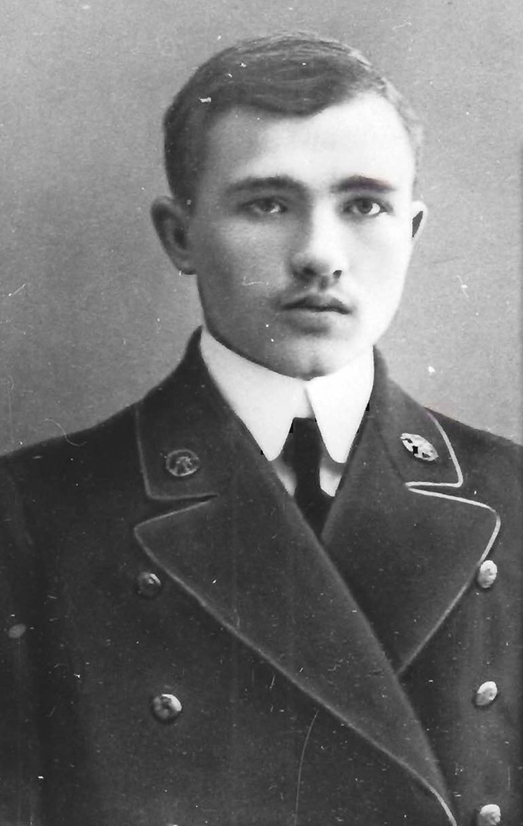
Максим Гарецький, 1913

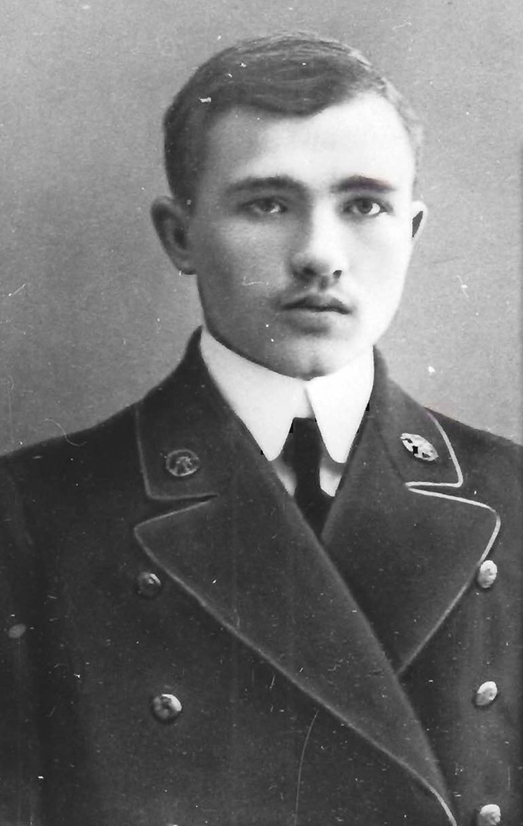
Максим Гарецький, 1913 рок

В 1913 році Горецький закінчив гімназію в Гори-Горках, в 1916 — військове училище в Петрограді. Під час Першої світової війни він служив в Російській армії. 25 жовтня 1914 року його поранили та відіслали спочатку до Вільнюського військового шпиталю на лікування, а потім до Москви та Могиліва. Після цього він продовжив служити в армії до 1917, коли сильно захворів, та був відправлений в Залізноводськ на відновлення, і залишив армію.
Потім Гарецький переїхав у Смоленськ та навчався там в Археологічному університеті. В цей час він почав працювати в місцевій газеті. 
1917 року служив у Смоленській раді, співпрацював з газетою «Відомості Смоленської Ради». Працював у редакції газети «Зірка», з якою 1919 року переїхав спочатку до Мінська, а потім до Вільни. Після анексії Польщею Віленського краю викладав білоруську мову на вчительських курсах у білоруській гімназії у Вільні. Також був редактором білоруських газет «Наша думка» та «Белорусские ведомасці»

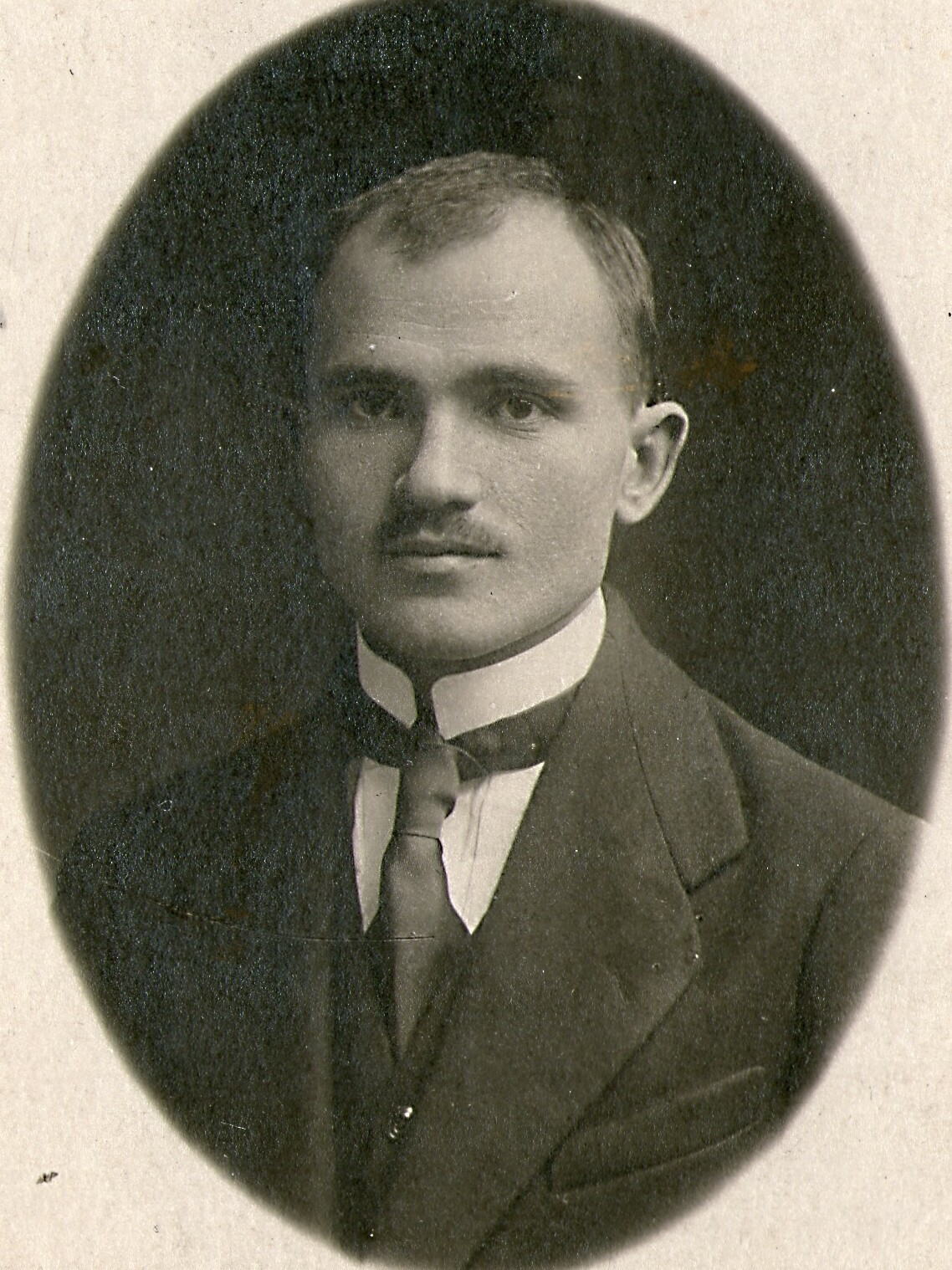
1920-ті

Перед місцевими виборами 1922 року його було заарештовано. Завдяки акціям протесту проти масових арештів білоруських і литовських громадських діячів, які проходили за межами Польщі, він був висланий до Литви. 
1923 року переїхав до Мінська. У БРСР працював викладачем білоруської мови та літератури в Білоруському державному університеті, Комуністичному університеті в Мінську, Мінському ветеринарному технікумі, Білоруській сільськогосподарській академії в Горках (в останній завідував кафедрою білоруської мови, літератури та історії). Був дійсним членом Інбелкульту (Інституту білоруської культури) — організації, що передувала АН БРСР. У цей час займався вивченням нової білоруської літератури.
Постраєжав від репресій 1929 року разом з багатьма іншими білоруськими літераторами, піддався критиці в пресі, а 19 липня 1930 був заарештований за звинуваченням у причетності до «Союзу звільнення Білорусі» (насправді вигаданого чекістами) і незабаром був засланий на 5 років до Кірова (Вятки) , де працював креслярем. З 1935 року працював учителем російської мови та літератури в селищі Пєсочня Смоленської області (тепер Кіров Калузької області). 
4 листопада 1937 року був повторно заарештований НКВС. Згідно з рішенням «трійки» був розстріляний 10 лютого 1938 року; 
15 листопада 1957 року посмертно реабілітований.

## Творчість

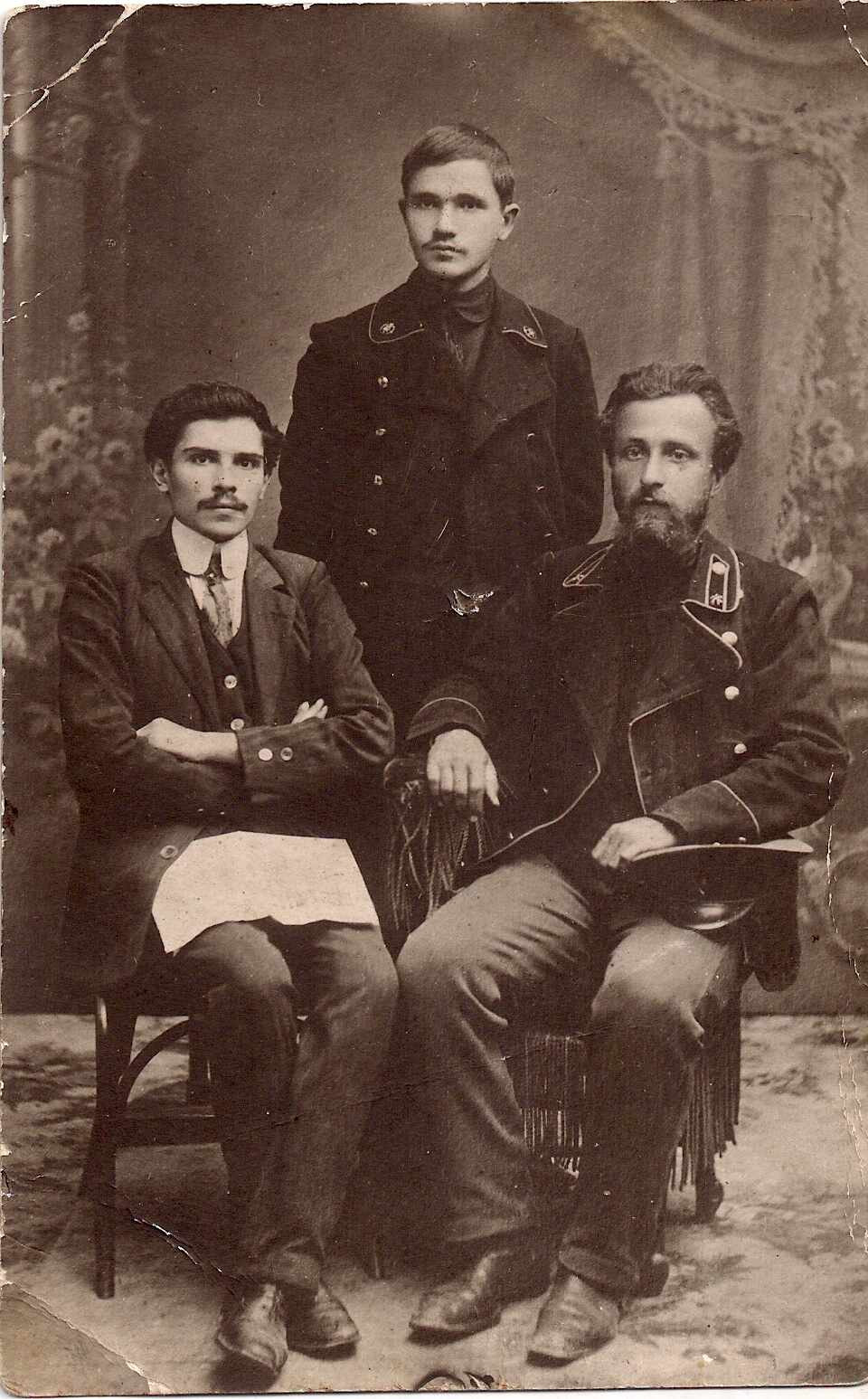
1913

Дебют Горецбкого як письменника відбувся після публікації оповіді «Лазня» в 1913 году в газеті «
Наша Ніва». 1914 року у м. Вільнюс вийшла збірка «Рунь». Більшість творів він присвятив передитіц війні, як наприклад «Ціхая плынь» та «На імперыялістычнай вайне».
1920 року Горецький написав і видав першу історію білоруської літератури та склав кілька білорусько-російських і російсько-білоруських словників.
Автор оповідання «Дві душі», документально-мистецьких записок «На імперіалістичній війні», романів «Віленські комунари» та «Камаровська хроніка». Написав першу «Історію білоруської літератури», автор літературно-критичної праці «Молодняк за п'ять років. 1923—1928», «Хрестоматії білоруської літератури. XI ст. — 1905 р.», «Російсько-білоруського словника» (з Г. Горецьким), «Білорусько-російського словничка», «Практичного московсько-білоруського словника» (з Миколою Байковим).

## Родина
Максим Горецький народився в селі Мала Богочкавка у селянській сім'ї. Він мав двох братів — Гаврила та Івана. В 1919 у Вільнюсі він одружився з Леонілою Чернявською. Його дружина працювала вчителькою в Білоруській гімназії у Вільнюсі. Він мав сина Леоніда, який загинув у битві за Ленінград. Також подружжя мало дочку, Галину.

## Життя та творчість
В 1913 році Горецький закінчив гімназію в Гори-Горках, в 1916 — військове училище в Петрограді. Під час Першої світової війни він служив в Російській армії. 25 жовтня 1914 року його поранили та відіслали спочатку до Вільнюського військового шпиталю на лікування, а потім до Москви та Могиліва. Після цього він продовжив служити в армії до 1917, коли сильно захворів, та був відправлений в Залізноводськ на відновлення, і залишив армію.
Потім Гарецький переїхав у Смоленськ та навчався там в Археологічному університеті. В цей час він почав працювати в місцевій газеті. Невдовзі він переїхав у Мінськ, а в січні 1919 — до Вільнюса, де почав працювати в Білоруській гімназії Вільнюса та деяких газетах.